# 小行星3994
小行星3994（3994 Ayashi）是一颗绕太阳运转的小行星，为主小行星带小行星。该小行星于1988年12月2日发现。
該小行星以日本宮城縣宮城郡宮城町下愛子命名。

## 轨道参数
小行星3994的轨道半长轴为2.6520556 UA，离心率为0.245。